# برايس فونانج
برايس فونانج (بالفرنسية: Brice Vounang)‏ مواليد 3 ديسمبر 1982 في الكاميرون، هو لاعب كرة سلة كاميروني. بدأ مسيرته الاحترافية في سنة 2006. يلعب في الدوري الفرنسي. يبلغ طوله 6 قدم 8 بوصة (2.0 م). حقق المركز الثاني في بطولة أمم أفريقيا لكرة السلة 2007.

## الميداليات
| الميدالية | المسابقة                          |
| --------- | --------------------------------- |
| فضية      | بطولة أمم أفريقيا لكرة السلة 2007 |

## روابط خارجية
- برايس فونانج على موقع الاتحاد الدولي لكرة السلة (الإنجليزية)
- برايس فونانج على موقع كرة السلة الأوروبية.كوم (الإنجليزية)
- برايس فونانج على موقع كلية كرة السلة في سبورتس رفرنس.كوم (الإنجليزية)
- برايس فونانج على موقع ريلجم (الإنجليزية)
- برايس فونانج على موقع بروبوليرز (الإنجليزية)